# St. Margarete (Hohenfeld)

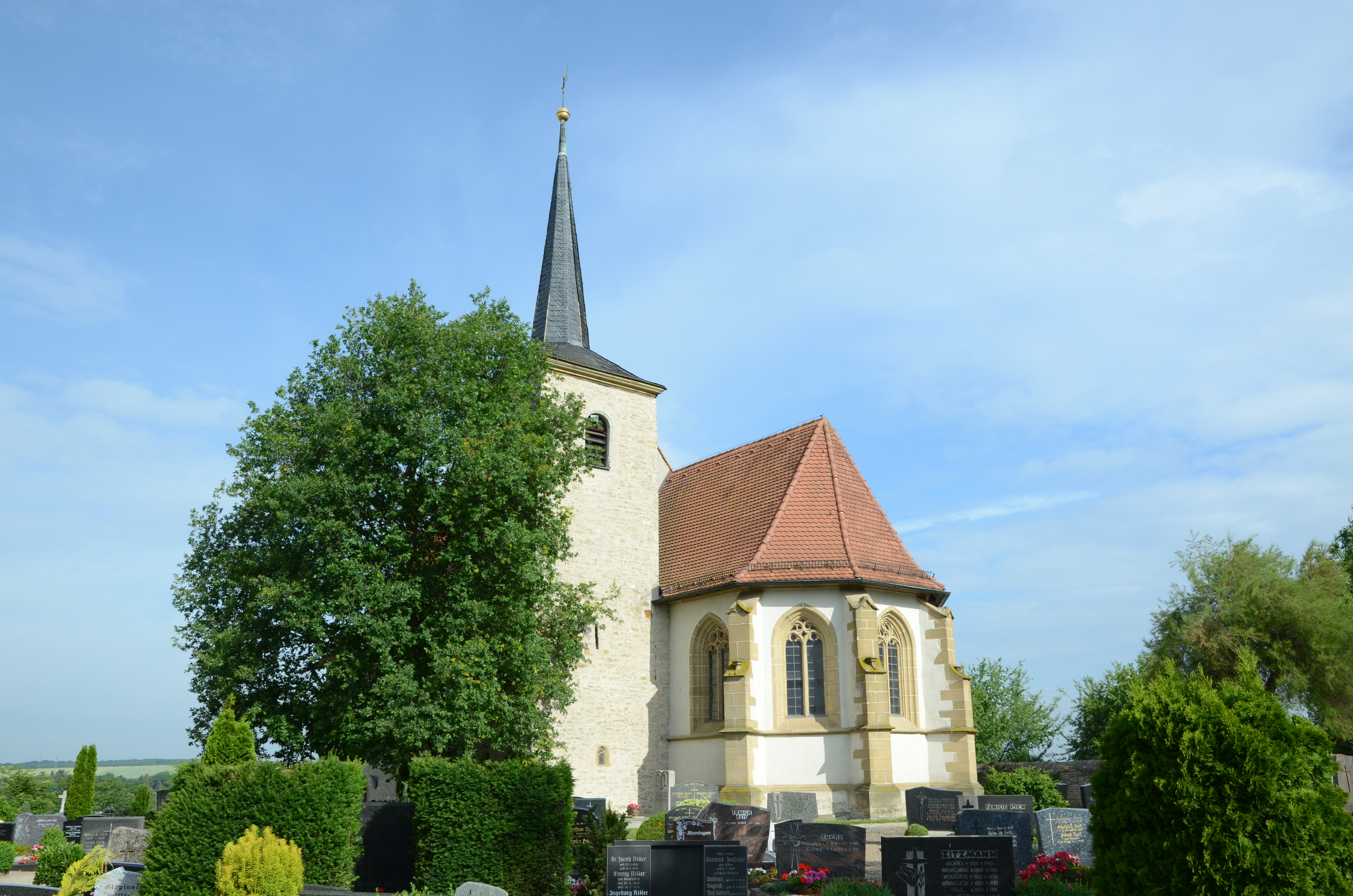
Die Kirche am Rande von Hohenfeld

Die Kirche St. Margarete (auch Bergkirche Hohenfeld) ist ein Gotteshaus im unterfränkischen Hohenfeld. Sie steht am Rande des Dorfes auf einem Hügel und war lange Zeit Ziel von Wallfahrten aus der Umgebung. Die Kirche gehört zum Evangelisch-Lutherischen Dekanat Kitzingen.

## Geschichte
Eine Kirche auf dem Berg ist bereits in der ersten Hälfte des 13. Jahrhunderts nachgewiesen. Im Jahr 1251 wurde der Friedhof um das Gotteshaus erstmals in den Quellen erwähnt. Im April des Jahres bestätigte der Würzburger Bischof Hermann I. von Lobdeburg den Austausch einer Stiftung. Irmgard, die Witwe des Ritters Rudolf von Hohenfeld, vermachte Güter in Schwebheim „et tribus iugeris vinearum ante crimiterium in Hohenvelt“ (Weinberge vor dem Friedhof in Hohenfeld) dem Kloster Ebrach.
Im Jahr 1281 folgte die zweite Nennung der Kirche. In einem Vergleich zwischen Friedrich von Hohenlohe und der damaligen Äbtissin des Kitzinger Benediktinerinnenkloster wird mit Otto Plebanus erstmals ein Priester in Hohenfeld erwähnt. 1329 erhielt der Würzburger Bischof Wolfram Wolfskeel von Grumbach das Patronatsrecht für die Kirche vom Deutschmeister Ulrich von Stetten, von Heinrich von Zupplingen und vom Kirchenpfleger Conrad.
Aus dem Jahr 1336 ist die Stiftung einer Frühmesse überliefert. Neben einigen weiteren Stiftern wird auch eine Oberste der Beginenklause in Hohenfeld erwähnt. Wie auf dem nahen Volkacher Kirchberg war auch in Hohenfeld eine klosterähnliche Gemeinschaft von ledigen oder verwitweten Frauen gegründet worden. Steigende Wallfahrerzahlen auf den Berg führten unter anderem zu dieser Gründung. Im Jahr 1436 wurde das Laienkloster von Bischof Johann II. von Brunn wieder aufgehoben und der Augustinerpropstei Heidenfeld geschenkt.
Im Jahr 1512 begann man im Dorf eine kleine Kapelle zu errichten, da die Bergkirche zu beschwerlich zu erreichen war. Um 1520 wurde die Margaretenkirche dennoch neu erbaut, im Deutschen Bauernkrieg wurden lediglich die Gebäude der Beginenklause zerstört, die  Kirche wurde nicht beschädigt. Zur gleichen Zeit nahmen die Hohenfelder die Lehren der Reformation an, sodass die Wallfahrt zur Bergkirche bis zum Ende des 16. Jahrhunderts endete.
Im Jahr 1601 erweiterte man die Kirche in Richtung Süden. Außen wurde sie fortan nicht mehr verändert, in den Jahren 1679, 1685, 1703, 1739, 1773, 1783 und 1815 wurden lediglich  Renovierungen vorgenommen. 1823 wurde der Abriss des Gotteshauses diskutiert. In den 1970er-Jahren legte man unterhalb der Kirche mehrere Vorgängerbauten frei, die teilweise noch aus der Karolingerzeit stammen. Die Kirche ist als Baudenkmal geführt, die Vorgängerbauten sind als Bodendenkmal eingeordnet.

## Architektur

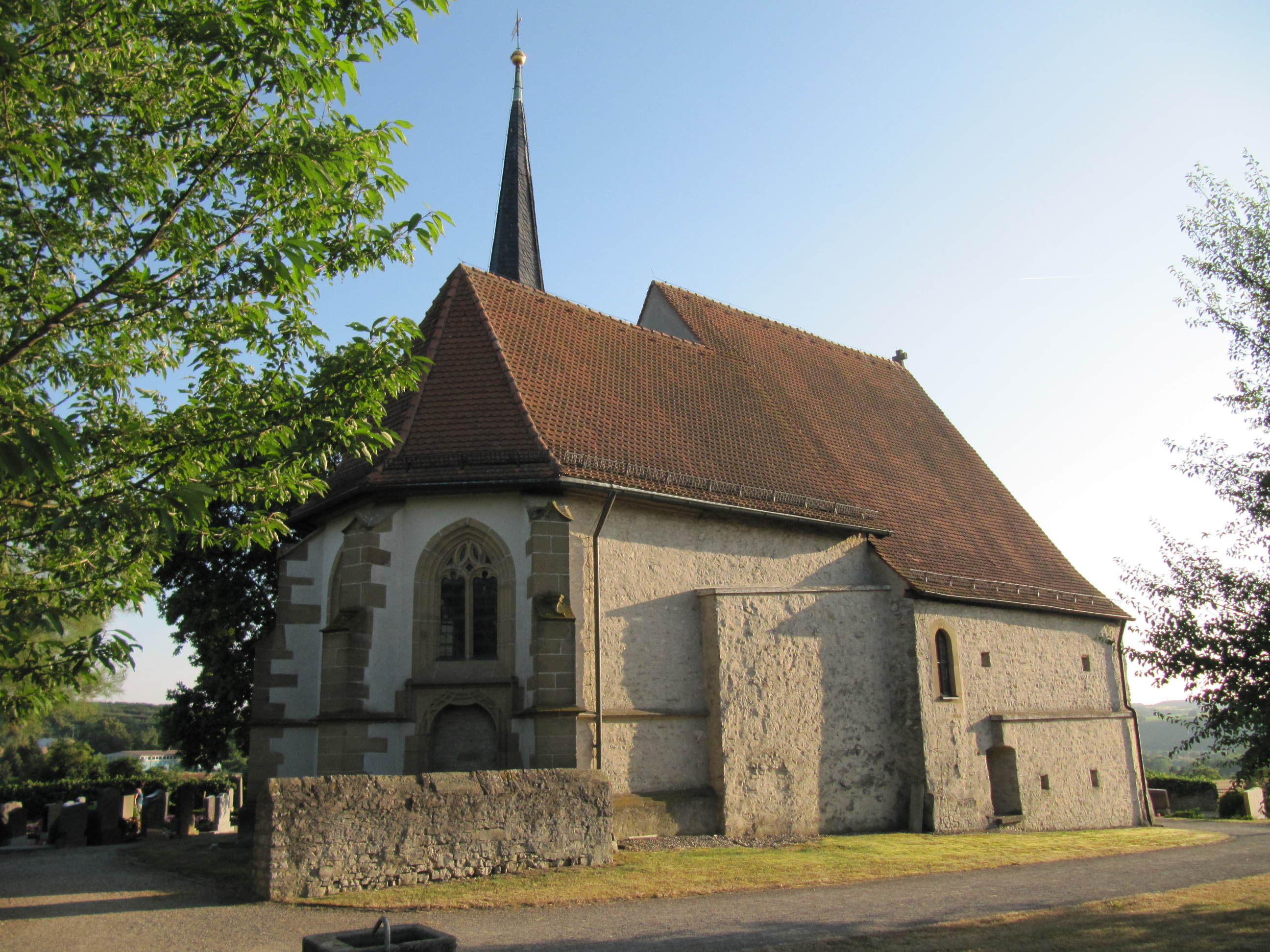
Der Chor und die Nordseite der Kirche

Die Kirche präsentiert sich als Saalbau. Chor, Turm und Langhaus  stammen aus unterschiedlichen Epochen. Die Bergkirche ist geostet. Der Chor ist stark gegliedert und hat einen Fünfachtelschluss. Zweibahnige, stark profilierte, mit spätgotischem Maßwerk verzierte Spitzbogenfenster sorgen für die Durchlichtung des Chores. Im Nordosten befindet sich ein zugemauerter ehemaliger Zugang zur Kirche.
Ältestes Element der Bergkirche ist der gemauerte Turm an der Südostecke zwischen Langhaus und Chor aus der ersten Hälfte des 13. Jahrhunderts.  Er hat einen quadratischen Grundriss mit einer Seitenlänge von 4,6 Metern. Nur das Obergeschoss besitzt größere Fenster. Ein Spitzhelm schließt den Turm nach oben hin ab.
Das Langhaus entstand in seiner heutigen Form im Jahr 1602, als es nach Süden hin erweitert wurde, sodass es heute fast quadratisch erscheint. Gleichzeitig verlegte man den Haupteingang auf die Südseite. Das Langhaus wird an dieser Seite von drei Fensterachsen durchlichtet, im Westen befinden sich vier kleine Fenster; der Norden weist nur ein kleines Fenster auf. Das Dach des Langhauses ist mit Biberschwanz-Ziegeln gedeckt.
Das Langhaus wird von einem hölzernen Tonnengewölbe überspannt. Es weist eine Kassettierung auf und liegt im Norden auf einem Profilbalken an der Wand, während im Süden ein Balken mit Zahnfries den Abschluss bildet. Der Chor ist innen flachgedeckt, die ebenfalls kassettierte Decke wird durch Schablonen mit Roll- und Beschlagwerk gegliedert. Der Turm ist mit einer spitzbogigen Tonne gewölbt.

## Ausstattung
Die reich verzierte Kanzel wird über einen schmalen Durchgang zwischen Chorbogen und Nordwand betreten. Sie kam im Jahr 1602 in die Kirche und wird deshalb der Renaissance zugeordnet. Ein achteckiger Korpus wird von einem geschnitzten Holzpfosten auf einem Steinsockel getragen. Seitlich sind als Verzierungen Blendfelder in Form einer Ädikula sowie Hermespilaster angebracht. Eine Inschrift unterhalb des Kranzgesimses der Kanzel lautet: „PSALM C X I X SINT NOBIS TUA VERBA DEVS DMNA LVCERNA IN TENEBRIS NE NOS DEVIVS ERROR AGAT“.
Im Chor befindet sich ein Sandsteinaltar mit einem schlichten Holzkruzifix. Im Nordosten des Chores ist das Sandsteinepitaph der Anna Dorothea von Crailsheim angebracht, die 1639 starb. Weitere Epitaphe im Chor sind dem 1573 verstorbenen Friedrich Joachim von Seckendorff und dem Pfarrer Jodokus Falk, er starb 1633, gewidmet. Der vom Würzburger Künstler Matthias Engert geschaffene Taufstein kam erst 2004 in die Kirche.

## Umgebung
Die Kirche ist von einem kleinen Friedhof umgeben, der bereits 1251 nachgewiesen ist. Als ein berühmter Verstorbener ruht dort der fränkische Bildhauer Richard Rother (1890–1980). Eine Bronzeplastik zeigt die Patronin der Bergkirche, die heilige Margarete, und den von ihr erlegten Drachen.